# Kalînivka, raionul Kirovohrad, regiunea Kirovohrad
Kalînivka (în ucraineană Калинівка) este o comună în raionul Kirovohrad, regiunea Kirovohrad, Ucraina, formată numai din satul de reședință.

## Demografie
Componența lingvistică a comunei Kalînivka
     Rusă (54,61%)
     Ucraineană (44,01%)
     Română (1,15%)
     Alte limbi (0,23%)
Conform recensământului din 2001, majoritatea populației comunei Kalînivka era vorbitoare de rusă (54,61%), existând în minoritate și vorbitori de ucraineană (44,01%) și română (1,15%).